# Robin Gibb
Robin Hugh Crompton Gibb  (Douglas, Isla de Man, 22 de diciembre de 1949-Londres, 20 de mayo de 2012) fue un cantautor, compositor y productor discográfico británico que en compañía de sus hermanos Barry y su mellizo Maurice Gibb formaron el grupo Bee Gees. También tuvo su propia exitosa carrera en solitario.

## Biografía
En 1944, se casan  Barbara Pass y Hugh Gibb, el 12 de enero de 1945 nace su hermana mayor, Lesley Evans Gibb. El 1 de septiembre de 1946 nace su hermano mayor, Barry Alan Crompton Gibb.
El 22 de diciembre de 1949, nació Robin Hugh Gibb junto a su mellizo Maurice Ernest Gibb (Maurice fue el más joven de los dos por 35 minutos de diferencia al nacimiento de Robin) ambos en el hospital de Jane Crookall Maternity en Douglas, Isla de Man. Por parte de sus padres, tiene ascendencia irlandesa y escocesa. Cuando eran niños en Mánchester, Robin y sus hermanos comenzaron a cometer delitos como robo e incendio intencional.
Su vecina en Willaston, Isla de Man, Marie Beck, era amiga de su madre y su hermana Peggy. Helen Kenney, otra vecina, vivía en Douglas Head. Como recuerda Kenney, "Barry y los gemelos solían entrar en la casa de la Sra. Beck y hablar con ellos. Robin una vez me dijo: "¡Vamos a ser ricos algún día, vamos a formar una banda!", Poco me di cuenta de que lo decía en serio.

## Trayectoria musical

### 1955–1958: The Rattlesnakes
En 1955, cuando los Gibbs regresaron a su ciudad natal de Mánchester, los hermanos formaron The Rattlesnakes (1955-1958). La banda estaba formada por Barry en la guitarra y voz, Robin y Maurice en la voz, Paul Frost en la batería y Kenny Horrocks en el Bajo de cofre de té. El quinteto actuó en teatros locales de Mánchester. Sus influencias en ese momento eran actos populares como The Everly Brothers, Cliff Richard y Paul Anka. En mayo de 1958, el grupo se disolvió cuando Frost y Horrocks se fueron, y el nombre cambió a Wee Johnny Hayes and the Blue Cats. En agosto de 1958, la familia viajó a Australia en el mismo barco que Red Symons, quien también se convirtió en un destacado músico en Australia.

### 1958–2002: Bee Gees
Desde que los tres hermanos Gibb comenzaron a cantar juntos de manera profesional hasta su último disco a comienzos del siglo XXI, y sin entrar detalles sobre lo que está ampliamente explicado en la página de los Bee Gees, Robin destacó como un cantante de notable expresividad y cualidades tímbricas, imprimiéndole al grupo un sello personal único y una capacidad emotiva que quedó reflejada en innumerables canciones que forman parte de la memoria colectiva que los Gibb dejaron para siempre escrita en la cultura del pop y de la música melódica.

## Vida personal
En el año 1968, a sus 18 años de edad, Robin se casó con Molly Hullis, que trabajaba como secretaria en la Robert Stigwood's Organisation, del productor de los Bee Gees. Poco antes de casarse Robin sobrevivió al célebre accidente de trenes de Hither Green en el que un trozo de hierro que salió volando estuvo a punto de degollarlo. 
La pareja tuvo dos hijos: Spencer (1972) y Melissa (1974). En 1980, tras varios años separados al instalarse Robin en los Estados Unidos y Hullis quedarse en Inglaterra, se divorciaron, considerando los jueces que Gibb no era una buena influencia para sus hijos llevando una vida artística de éxito y viajes. Robin estuvo doce años sin poder ver a sus hijos en lo que calificó como un "estado de locura" que lo afectó para el resto de su vida.

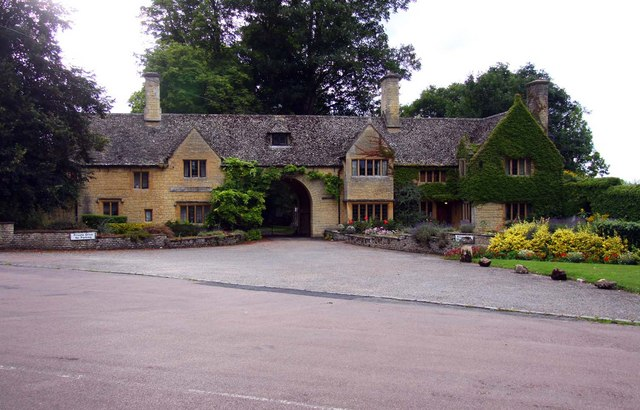
Gatehouse of the Prebendal, Gibb's house in Thame, Oxfordshire

En 1985 y hasta su fallecimiento, Robin formó luego pareja con Dwina Murphy, una artista volcada hacia el misticismo e interesada en los cultos druidas además de seguidora del movimiento religioso hindú Brahma Kumaris, en el que la mujer tiene un papel preponderante. Robin y Dwina tuvieron un hijo (Robin-John,1983). 
Pero en 1999 Robin comenzó una relación con Claire Yang, una empleada de su hogar, de origen chino y 25 años de edad, con quien tuvo una hija (Snow Evelyn, nacida el 4 de noviembre de 2008).
Gibb y su esposa Dwina dividían su tiempo entre Inglaterra y su casa en Miami, Florida, pero su residencia principal era su mansión del siglo XII en Thame, Oxfordshire.
La muerte de su hermano menor, el cantante Andy Gibb, (marzo 1988) y de su hermano gemelo Maurice (enero 2003), así como su relación paralela con Claire Yang y el haber estado tantos años sin poder ver a sus hijos del primer matrimonio, hicieron mella en la salud emocional y física de Robin, quien a pesar de todo cuidó su físico durante muchos años llevando una alimentación vegana. 

### Padres
- Barbara Gibb (17 de noviembre de 1920 - 12 de agosto de 2016) .[22]
- Hugh Gibb (15 de enero de 1916 - 6 de marzo de 1992).[23]

### Hermanos
- Lesley Evans Gibb (12 de enero de 1945).
- Barry Gibb (1 de septiembre de 1946).
- Maurice Gibb (22 de diciembre de 1949 - 12 de enero de 2003).[24]
- Andy Gibb (5 de marzo de 1958 - 10 de marzo de 1988).[25][26][27]

### Matrimonio
- Molly Hullis (exesposa) (m.1968-1980)[28]
- Dwina Murphy (m.1985-2012)[29]

### Hijos
Primer matrimonio:
- Spencer (n. 1972)
- Melissa (n. 1974)

Segundo matrimonio:
- Robin-John (n.1983)
- Snow Evelyn (n. 2008), hija de su unión con Claire Yang

## Problemas de salud y fallecimiento
El 14 de agosto de 2010, Gibb canceló un concierto en Bélgica por dolores abdominales y el 18 de agosto fue operado en el hospital John Radcliffe, en Oxford, por una torsión intestinal, condición que provocó la muerte de su hermano Maurice 7 años antes, a cuatro días de la operación Gibb fue dado de alta.
El 3 de abril de 2011 volvió a ser internado por dolores abdominales recibiendo el alta médica el 5 de abril. Por recomendación de sus médicos tuvo que cancelar su gira por Brasil. El 13 de octubre de ese mismo año fue hospitalizado nuevamente por «severos dolores abdominales» en el hospital John Radcliffe.
El 20 de noviembre de 2011 se reportó que Robin padecía cáncer de hígado el cual le habría sido diagnosticado varios meses atrás, sin embargo el 5 de febrero de 2012, Gibb aseguró en una entrevista que los informes dados hasta ese entonces sobre su enfermedad habían sido solo conjeturas, confirmó que le había sido diagnosticado un crecimiento en el colon el cual ya había sido extirpado para ese momento y que el pronóstico de su enfermedad es que el mismo casi había desaparecido.
El 26 de marzo de 2012, Robin fue sometido a una operación para extraer un coágulo de su colon no relacionado con el cáncer y se informó que durante su recuperación sus compromisos se verían cancelados aunque el cantante aún tenía la intención de asistir al estreno de la obra musical The Titanic Requiem (escrita por el propio Robin y su hijo Robin-John), 
sin embargo esto no ocurrió, el 14 de abril de 2012 se informó que el cantante había enfermado de neumonía y caído en coma, estado del que salió la noche del 21 de abril de 2012.
Finalmente Robin Gibb falleció en Londres el 20 de mayo de 2012, a los 62 años acompañado de su esposa Dwina, sus tres hijos y su hermano mayor Barry. Aunque inicialmente se reportó que su fallecimiento se produjo debido al cáncer que padecía, posteriormente su hijo Robin-John Gibb declaró que el cantante realmente había fallecido por una falla renal y hepática y que el cáncer había entrado en remisión al momento de su muerte.
Su funeral se celebró el 8 de junio de ese mismo año y fue enterrado en la iglesia St. Mary the Virgin, cerca de su domicilio en Thame, Oxfordshire. En septiembre de ese mismo año se colocó una placa azul en su casa.

## Discografía
| Año  | Título                        | Reino Unido | Alemania | Estados Unidos | Suiza | Canadá | Nueva Zelanda | Italia |
| ---- | ----------------------------- | ----------- | -------- | -------------- | ----- | ------ | ------------- | ------ |
| 1970 | Robin's Reign                 | –           | No.19    | –              | –     | No.77  | –             | –      |
| 1983 | How Old Are You?              | –           | No.6     | –              | No.26 | –      | No.22         | No.13  |
| 1984 | Secret Agent                  | –           | No.31    | No.97          | No.20 | –      | –             | –      |
| 1985 | Walls Have Eyes               | –           | –        | –              | –     | –      | –             | –      |
| 2002 | Magnet                        | No.43       | No.10    | –              | –     | –      | –             | –      |
| 2006 | My Favourite Christmas Carols | –           | –        | –              | –     | –      | –             | –      |
| 2014 | 50 St. Catherine's Drive      | No.70       | No.39    | –              | –     | –      | –             | –      |

## Filmografía
| Años        | Título                       | Personajes |
| ----------- | ---------------------------- | ---------- |
| 1977 - 1980 | The Bee Gees Show            | Él mismo   |
| 1980        | The Bee Gees Show: The Movie | Él mismo   |

## Sencillos
| Año  | Título                                                           | Reino Unido | Alemania | Estados Unidos | Suiza | Sudáfrica | Canadá | Nueva Zelanda | Italia |
| ---- | ---------------------------------------------------------------- | ----------- | -------- | -------------- | ----- | --------- | ------ | ------------- | ------ |
| 1969 | "Saved By the Bell"                                              | No.2        | No.3     | –              | –     | –         | No.1   | No.1          | –      |
| 1969 | "One Million Years"                                              | –           | No.14    | –              | –     | No.6      | –      | –             | –      |
| 1970 | "August, October"                                                | No.45       | No.12    | –              | –     | –         | –      | No.11         | –      |
| 1978 | "Oh! Darling"                                                    | –           | –        | No.15          | –     | –         | –      | –             | No.5   |
| 1980 | "Help Me!" (Robin Gibb with Marcy Levy)                          | –           | –        | No.50          | –     | –         | –      | –             | –      |
| 1983 | "Juliet"                                                         | No.94       | No.1     | No.104         | No.2  | No.1      | –      | –             | No.1   |
| 1983 | "How Old Are You?"                                               | No.92       | No.37    | –              | –     | –         | –      | –             | –      |
| 1983 | "Another Lonely Night in New York"                               | No.71       | No.16    | –              | –     | No.19     | –      | –             | –      |
| 1984 | "Boys Do Fall in Love"                                           | No.70       | No.21    | No.37          | No.36 | –         | No.7   | –             | No.10  |
| 1984 | "Secret Agent"                                                   | –           | –        | –              | –     | –         | –      | –             | –      |
| 1985 | "In Your Diary"                                                  | –           | –        | –              | –     | –         | –      | –             | –      |
| 1985 | "Like a Fool"                                                    | –           | –        | –              | –     | –         | –      | –             | –      |
| 1986 | "Toys"                                                           | –           | –        | –              | –     | –         | –      | –             | –      |
| 2002 | "Please"                                                         | No.23       | No.51    | –              | –     | –         | –      | No.48         | –      |
| 2003 | "Wait Forever"                                                   | –           | –        | –              | –     | –         | –      | –             | –      |
| 2004 | "My Lover's Prayer" (Robin Gibb and Alistair Griffin)            | No.5        | –        | –              | –     | –         | –      | –             | –      |
| 2005 | "First of May" (G4 feat. Robin Gibb)                             | –           | –        | –              | –     | –         | –      | –             | –      |
| 2006 | "Mother of Love"                                                 | –           | –        | –              | –     | –         | –      | –             | –      |
| 2007 | "Too Much Heaven" (Robin Gibb and US5)                           | –           | No.7     | –              | –     | –         | –      | –             | –      |
| 2009 | "Islands in the Stream" (Comic Relief w/Robin Gibb)              | No.1        | –        | –              | –     | –         | –      | –             | –      |
| 2011 | "I've Gotta Get a Message to You" (The Soldiers with Robin Gibb) | No.75       | –        | –              | –     | –         | –      | –             | –      |